# Kolejová splítka

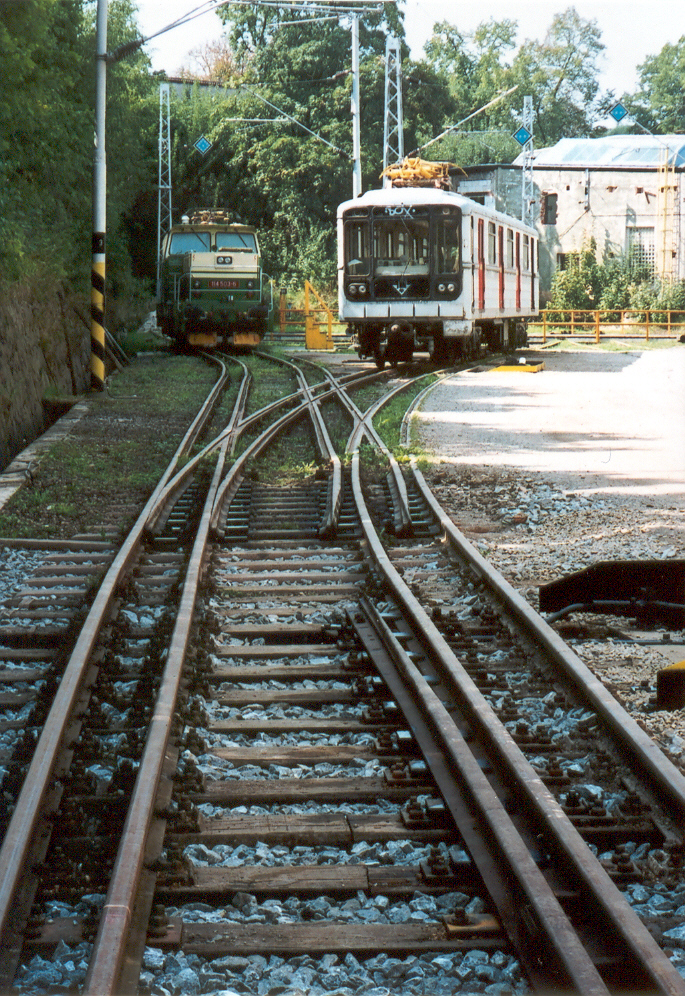
Kolejová splítka rozchodů 1 000,
1 435 a 1 520 mm v plzeňské Škodovce

Kolejová splítka je úsek železniční nebo tramvajové trati, kde dochází k průniku průjezdného průřezu vozidel dvou (výjimečně i více) souběžných kolejí.
Zpravidla jsou koleje vedeny souběžně tak, že jedna z kolejnic jedné koleje je vedena mezi kolejnicemi koleje druhé. Obě koleje mohou mít jednu kolejnici společnou. Není možná jízda po obou kolejích současně. Kolejová splítka se používá v úsecích, kde není technicky možné či ekonomicky efektivní vybudovat klasickou dvoukolejnou trať a kde z dopravního hlediska není výhodné ani řešení pomocí jednokolejné trati a výhybek.
Kolejovou splítkou je také místo, kde se koleje pouze přibližují tak, že se v těchto místech vozidla nebo některé typy vozidel nesmějí míjet v protisměru nebo předjíždět.
Podobným způsobem, jak se mohou koleje rozdělovat a spojovat bez nutnosti přestavovat výhybku, je výhybna s Abtovými výhybkami, která se používá na některých pozemních lanových drahách.

## Typy a příklady kolejových splítek

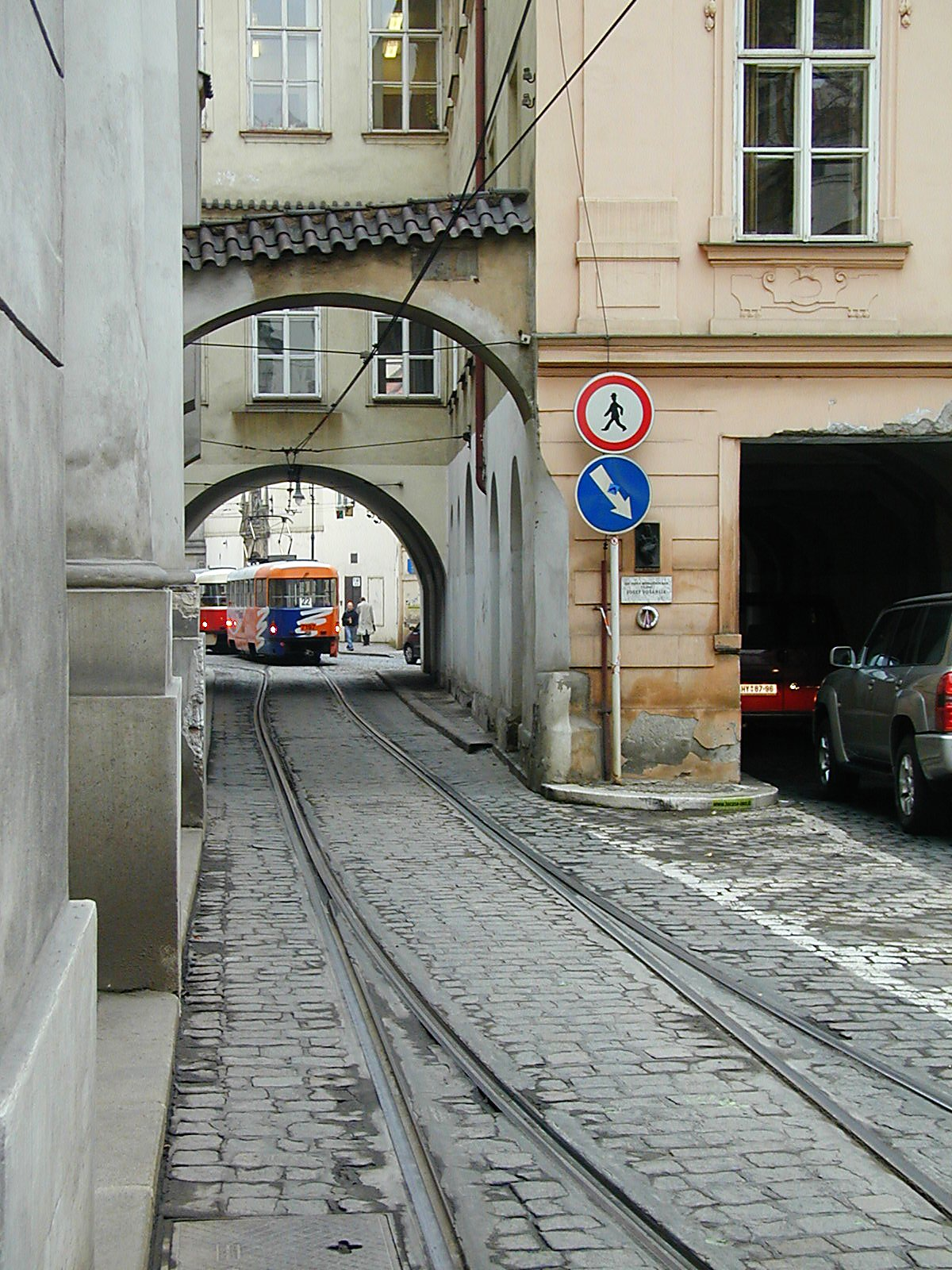
Stálá kolejová splítka v pražské Letenské ulici na Malé Straně

### Náhražka za jednokolejný úsek
Jedno z použití splítek je v úzkých úsecích, kde by dvojkolejná trať jinak musela být převedena na jednokolejnou. Splítka vyřeší situaci bez nároků na přehazování a údržbu výhybek a bez rizik s výhybkami spojených. Používá se převážně u tramvajových drah.
- V Praze u výjezdu z Malostranského náměstí do Letenské ulice, kde tramvaj projíždí tak úzkým průjezdem v Öttingenském paláci, že některé typy tramvají měly do tohoto úseku zakázán vjezd (do roku 2013)[1].
- V Ostravě na úzkém mostě přes řeku Lučinu mezi zastávkami Hranečník a Teplotechna
- Při různých stavebních pracích jsou zřizovány dočasné splítky – například v Praze v Seifertově ulici v  2004 při zahlubovaní komunikace v rámci výstavby nových železničních mostů.

### Zvýšení propustnosti křižovatky
Používá se na tramvajových drahách (a obdobná trolejová splítka i na trolejbusových drahách). Výhybka je místo v křižovatce umístěna ve větší vzdálenosti před ní, od ní koleje pokračují buď zvlášť (jako tzv. předjízdné koleje), nebo, při nedostatku místa, ve splítce. Splítka zvýší propustnost křižovatky, protože každá tramvaj již přijede ke křižovatce po své koleji a průjezd křižovatkou není omezen rozestupy nutnými kvůli elektrickému nebo ručnímu přestavování výhybky. Obvykle jde o místa s velkou hustotou tramvajové dopravy.
- V Praze
  - stálá kolejová splítka v ulici Klapkově před křižovatkou s ulicemi Zenklovou, Nad Šutkou a Trojskou (mezi zastávkou Ke Stírce a zastávkami Okrouhlická a Hercovka)
  - před křižovatkou Ohrada na Žižkově ve směru od Hrdlořez a z ulice Jana Želivského
  - u zastávky Hradčanská v ulici Milady Horákové před křižovatkou s Badeniho
- V Brně
  - stálá kolejová splítka v zastávce Vozovna Komín směrem do Bystrce – pro odbočení do smyčky Vozovna Komín
  - v rozdvojení tratí z Bohunic (přes Vídeňskou a Renneskou) za zastávkou Krematorium (směrem do centra)
  - v zastávce Nové sady směrem od hlavního nádraží – pro odbočení do Husovy ulice
  - v Joštově ulici za zastávkou Česká rovněž pro odbočení do Husovy ulice
  - v Husově ulici před zastávkou Šilingrovo náměstí pro odbočení do Pekařské ulice
  - ve Václavské ulici pro odbočení vpravo i vlevo do ulice Křížová
  - v Křížové ulici směrem na Mendlovo náměstí.
- V Plzni najdeme kolejovou splítku v centru města za zastávkou Anglické nábřeží směrem k náměstí Republiky na vjezdu do manipulační smyčky U Zvonu.

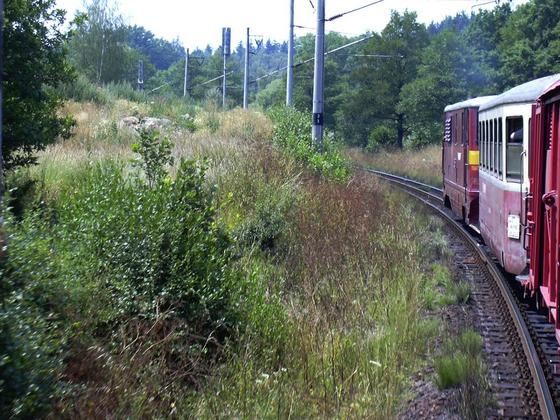
Kolejová splítka normálního a úzkého rozchodu u Jindřichova Hradce. Vlak projíždí po úzkorozchodné koleji; na levé straně trati je vidět kolejnice normálního rozchodu.

Příbuzným případem křižovatkové splítky je řešení, kdy rozdělení (nebo spojení) dvou kolejí výhybkou je kvůli nepříznivým obloukovým poměrům možné jen dále od křižovatky.
- V Praze je taková stálá splítka použita na Václavském náměstí na sjezdu z obou směrů (Muzeum a Vodičkova) směrem do Jindřišské ulice.

### Splítka pro více rozchodů
Na dráze společné pro kolej s normálním rozchodem a kolej úzkorozchodnou může být kolej o užším rozchodu vedena mezi kolejnicemi širšího rozchodu (celkem jsou zde tedy čtyři kolejnice), anebo mohou obě koleje využít jednu společnou kolejnici (splítkový úsek má tedy tři kolejnice).
- U Jindřichova Hradce je tříkolejnicová (původně však čtyřkolejnicová) splítka normálního a úzkého (760 mm) rozchodu. Ze splítky nejprve odbočuje úzkorozchodná trať na Obrataň a později se rozdělí trať s normálním rozchodem směřující na Jihlavu a úzkorozchodná trať do Nové Bystřice.
- Styk tramvajových drah různých rozchodů v Liberci (tříkolejnicová splítka)
- Mezi lety 1850 a 1892 existovaly dva rozchody na britské Great Western Railway (normální a široký 2 134 mm). Během přestavby na normální rozchod byly rozšířené splítky prakticky po celé délce sítě.
- Na mostu přes Ohři v Kyselce byla od roku 1895 do roku 2007 tříkolejnicková splítka pro normální rozchod a rozchod 480 mm úzkokolejné dráhy.

### Stejný rozchod, jiný systém
Splítky se používají i na dráhách společných pro koleje se stejným rozchodem, avšak jiného technického systému (např. jiné geometrie kolejnic).
- V Praze mezi depem metra na Kačerově a železniční stanicí Praha-Krč je kolejová splítka tratě metra a železnice (obě o normálním rozchodu, ale osy kolejí jsou proti sobě o 0,5 metru posunuty, neboť napájecí kolejnice metra zasahuje do průjezdního průřezu železnice).